# Lammershagen
Lammershagen est une commune allemande du Schleswig-Holstein, située dans l'arrondissement de Plön, à sept kilomètres à l'ouest de Lütjenburg, sur la rive du Selenter See. Lammershagen est à la fois la commune la plus étendue et la moins peuplée des sept communes de l'Amt Selent/Schlesen dont le siège est à Selent.